# Facteur de transcription
 (mars 2024).
Si vous disposez d'ouvrages ou d'articles de référence ou si vous connaissez des sites web de qualité traitant du thème abordé ici, merci de compléter l'article en donnant les références utiles à sa vérifiabilité et en les liant à la section « Notes et références ».

Schéma simplifié du mécanisme d'un activateur.

Un facteur de transcription est une protéine nécessaire à l'initiation ou à la régulation de la transcription d'un gène dans l'ensemble du vivant (procaryote ou eucaryote). Elle interagit avec l'ADN et l'ARN-polymérase.

## Classification
Il existe une classification complexe des facteurs de transcription.
- Les facteurs généraux de la transcription, impliqués dans la composition de la machinerie transcriptionnelle basale organisée autour de l'ARN polymérase II.
- Les facteurs spécifiques de la transcription, répondant à un signal biologique et modulant l'expression des gènes :
  - les récepteurs nucléaires :
    - les récepteurs des stéroïdes,
    - les récepteurs orphelins ;
    - les gazorécepteurs.

  - les facteurs homéotiques :
    - protéines Cdx ;

  - différentes familles de protéines caractérisées par la nature de leur domaine de liaison à l'ADN :
    - STAT,
    - NF-kB,
    - CREB,
    - p53,
    - NFAT,
    - les facteurs bZip, dont le BACH2,
    - les facteurs bHLH,
    - GATA.

## Mécanismes d'action
Les facteurs de transcription sont des activateurs ou des répresseurs du complexe transcriptionnel constitué autour de l'ARN polymérase qui agissent en se fixant sur les séquences régulatrices en amont des gènes à transcrire. De manière indirecte, par le recrutement de corégulateurs transcriptionnels, ils peuvent agir sur l'état de condensation de la chromatine en acétylant ou désacétylant spécifiquement certains résidus lysines des histones ce qui a, sur le mécanisme de la transcription, des effets respectivement activateur ou répresseur. Les gazorécepteurs peuvent également être régulés par la liaison de solutés gazeux (pour le monoxyde de carbone et l'oxyde nitrique) via un cofacteur métallique tel que l'hème.

## Rôles physiologiques
De par leurs actions sur l'expression des gènes, les facteurs de transcription régulent à différents niveaux l'essentiel des processus cellulaires, depuis la biologie interne de la cellule, ses fonctions structurelles, de métabolisme, de réplication, de différenciation, d'interaction cellule-cellule ou cellule matrice, de sécrétion, jusqu'au processus de migration ou de transports.

## Atlas
La revue Cell a publié en 2010 un premier Atlas des facteurs de transcription et de leurs interactions, créé par 41 chercheurs de 17 institutions internationales. Cet atlas regroupe 762 facteurs de transcription humains et 877 facteurs de transcription murins et montre que la moitié des interactions sont conservées entre les deux espèces.